# 高徽
高徽（？—525年），字荣显，小字苟儿，勃海郡蓨县（今河北省衡水市景县）人，北魏官员。

## 生平
高徽聪明敏捷有气魄和才干，受到任城王元澄赏识。景明年间，高徽以奉朝请为起家官。延昌年间，高徽署理员外散骑常侍，出使嚈哒，西域各国都是敬畏高徽，破洛侯、乌孙都因此向北魏进献名马。高徽回朝后，出任冗从仆射。神龟年间，高徽升任射声校尉、左中郎将、游击将军，又署理平西将军、员外散骑常侍，出使嚈噠。孝昌元年（525年），高徽出使返回抵达枹罕，正遇到莫折念生在秦陇地区反叛。当时河州刺史元祚被前任河州刺史梁钊的儿子梁景进等人招引莫折念生进攻河州，元祚以因为担忧而死。河州长史元永平、治中孟宾、台使元湛共同推举高徽代理河州刺史，高徽安抚有方，将士用命。河州别驾乞伏世则暗中勾结梁景进，高徽杀了乞伏世则。高徽向吐谷浑征调军队，吐谷浑派遣军队救援。梁景进战败退兵，奔向秦州，很快又率领羌人再度来进攻，高徽派遣统军六景相驰马上表请求援兵，诏令高徽仍为代理河州刺史。高徽长时间没有得到援兵，力竭而城池沦陷，被梁景进的军队杀害。高徽与堂侄高欢早年恩情很深，等到高欢平定洛阳，于永熙年间将高徽的尸体运回洛阳，营葬丧事，赠予使持节、侍中、都督冀定相瀛沧五州诸军事、司徒公、冀州刺史，谥号文宣。

## 家庭

### 祖父
- 高湖，北魏宁西将军、涼州镇都大将、东阿敬侯

### 父亲
- 高真，北魏安定郡太守

### 兄弟
- 高拔，北魏金城郡太守
- 高䐗儿，北魏散骑常侍、內侍长

### 妻妾
- 康氏，北齐时尊为平秦王太妃[6][7]
- 王氏，私通对象，生高归彦，北齐时也尊为太妃

### 子女
- 高归义，北魏龙骧将军、中散大夫、西征都督
- 高归彦，北齐领军大将军、太宰、冀州刺史、平秦王